# Résolution 1226 du Conseil de sécurité des Nations unies
Membres permanents
- Chine
- États-Unis
- France
- Royaume-Uni
- Russie

Membres non permanents
- Argentine
- Bahrain
- Brésil
- Canada
- Gabon
- Gambie
- Malaisie
- Namibie
- Pays-Bas
- Slovénie

Résolution no 1225 Résolution no 1227
La résolution 1226 du Conseil de sécurité des Nations Unies, adoptée à l'unanimité le 29 janvier 1999, après avoir réaffirmé la résolution 1177 (1998) sur la situation entre l'Érythrée et l'Éthiopie, a exhorté l'Érythrée à accepter un accord proposé par l'Organisation de l'unité africaine (OUA) pour résoudre le conflit entre les deux pays. 
Le Conseil de sécurité s’est déclaré préoccupé par le risque de conflit armé et l’accumulation d’armes le long de la frontière entre l’Érythrée et l’Éthiopie. Elle a souligné qu’un tel conflit aurait un impact dévastateur sur les populations des deux pays et de la région dans son ensemble. Les efforts de réhabilitation et de reconstruction déployés par les deux pays au cours des huit dernières années seraient mis en péril par un conflit armé. Parallèlement, les efforts déployés par certains pays et organismes régionaux pour trouver une solution au conflit ont été salués.
La résolution soutient les efforts de médiation de l’OUA et la décision du Secrétaire général Kofi Annan d’envoyer un représentant spécial pour soutenir les initiatives de l’OUA. Elle a souligné l’importance de l’Accord-cadre de l’OUA et s’est félicitée de l’acceptation de cet accord par l’Éthiopie. L’Érythrée avait demandé des éclaircissements supplémentaires et l’OUA avait répondu, incitant le Conseil à exhorter l’Érythrée à accepter l’accord.
Les deux parties ont été appelées à œuvrer à une réduction des tensions en adoptant des mesures conduisant au rétablissement de la confiance entre les deux parties, à l'amélioration de la situation humanitaire et au respect des droits de l'homme. Enfin, les deux pays ont été exhortés à rechercher une solution pacifique, à faire preuve de retenue et à s’abstenir de toute action militaire.
L’Éthiopie a accepté les dispositions de la résolution 1226, qui ont été rejetées par l’Érythrée. Cette dernière a défendu son droit à demander des éclaircissements et a accusé la résolution du Conseil de sécurité d'être « déséquilibrée » dans la mesure où elle ne fait pas référence aux violations des droits de l'homme qui auraient été commises par l'Éthiopie. 

## Voir également
- Guerre entre l'Érythrée et l'Éthiopie
- Liste des résolutions du Conseil de sécurité des Nations unies adoptées en 1999
- Mission des Nations Unies en Éthiopie et en Érythrée